# یواس‌اس کی وست (اس‌اس‌ان-۷۲۲)
یواس‌اس کی وست (اس‌اس‌ان-۷۲۲) (به انگلیسی: USS Key West (SSN-722)) یک زیردریایی است که طول آن ۱۱۰٫۳ متر (۳۶۱٫۹ فوت) می‌باشد. این زیردریایی در سال ۱۹۸۵ ساخته شد.